# Barbara Ivanova
Barbara Mikailovna Ivanova (Moscou, 25 de março de 1917) é uma parapsicóloga e sensitiva russa, com habilidades de cura psíquica e que atuou como professora de línguas na antiga União Soviética.  Publicou diversos trabalhos na área da cura psíquica, incluindo um livro traduzido para o português, "O Cálice Dourado". Fluente em 6 idiomas, visitou o Brasil em 1990 e esteve em cidades como Recife, Uberaba, Londrina e Florianópolis.

## Atividades
Foi professora universitária de língua estrangeira na antiga União Soviética.
Em 1971 iniciou suas atividades em torno das curas psíquicas, porém seu interesse pelo assunto começou ainda em 1958. No livro “O Cálice Dourado”, publicado em 1986 nos Estados Unidos e em 1990 no Brasil, ela relata como tudo começou.  “Tínhamos um Laboratório oficial de Bioinformação, que funcionou de 1965 a 1975, quando foi fechado pelo governo”. Suas experiências com cura paranormal incluíram a técnica convencional de imposição de mãos próximas ao paciente, mas ela também experimentou cura à distância, usando conversas telefônicas como um contato com o alvo. Durante a conversa, Ivanova visualizava o paciente, a doença e a cura mental.
Ela permitiu ser estudada por pesquisadores e seus experimentos conduzidos em telepatia obtiveram êxito.
Com a abertura soviética, a partir do final da década de 1980, seus trabalhos se tornaram conhecidos no Ocidente, onde esteve por diversas vezes divulgando seu trabalho, incluindo a já mencionada visita ao Brasil.